# William Winde
William Winde, angleški častnik in arhitekt, * 1645, † 1722.
Nekatera njegova dela so:
- Coombe Abbey (Coventry)
- Buckingham House (današnja Buckinghamska palača, London)
- Powis House (poznejša Newcastle House, London)